# Johann Müller
Johann Müller (ook: Janos Müller) (Maustrenk bij Zistersdorf (Neder-Oostenrijk), 10 mei 1856  – Wenen, 30 oktober 1924) was een Oostenrijks componist en militaire kapelmeester.

## Levensloop
Müller studeerde aan het conservatorium in Wenen bij onder anderen Anton Bruckner, Franz Krenn en Joseph Hellmesberger sr.. Hij was eerst muzikant en tweede dirigent van de bekende Musikkapelle des Hoch- und Deutschmeisterregiments nr. 4 in Wenen en speelde aldaar onder leiding van Carl Michael Ziehrer. In 1890 werd hij kapelmeester van de Militaire muziekkapel van het k.k. (Hongaars) Infanterie-Regiment nr. 46 en bleef in deze functie tot 1895. Vervolgens was hij dirigent van de Militaire muziekkapel van het k.k. (Hongaars) Infanterie-Regiment nr. 82 tot 1896. In 1896 werd hij tot 1899 opvolger van Edmund Patzke als dirigent van de Militaire muziekkapel van het (Neder-Oostenrijks) Infanterie-Regiment nr. 84. In 1899 richtte hij in Wenen een privé-kapel op.
Als componist schreef hij verschillende marsen en dansen voor harmonieorkest. 

## Composities

### Werken voor harmonieorkest
- 1902 Festmarsch
- 46er Marsch
- 102er Marsch
- Die schöne Szegedinerin, polka française
- Erzherzog Otto-Marsch
- Féjerváry induló - Freiherr von Féjerváry Marsch
- Frisch voran, mars
- Herzog-Alfred-Marsch
- Mayer von Marnegg-Marsch
- Mit fliegender Fahne, mars
- Müller von Seehof-Marsch
- Parade Fanfaren
- Szártory de Lipce-Marsch
- Weana san ma, Weana bleib'n ma, mars
- Weyerfels-Marsch
- Wiener Bürger Marsch